# Mitsunori Kihira
Mitsunori Kihira (紀平充則?, Kihira Mitsunori; 6 agosto 1982) è un ex giocatore di football americano e allenatore di football americano giapponese, che ha giocato come defensive lineman.
Ha giocato per l'intera carriera per gli Obic Seagulls.

## Palmarès
- 5 Rice Bowl (2005, 2010, 2011, 2012, 2013)